# Pardosa uncifera
Pardosa uncifera là một loài nhện trong họ Lycosidae.
Loài này thuộc chi Pardosa. Pardosa uncifera được Ehrenfried Schenkel-Haas miêu tả năm 1963.